# نییه باستان
نییه باستان (انگلیسی: Niya) یک محوطه باستانی است که در حدود ۱۱۵ کیلومتر (۷۱ مایل) کیلومتری شمال شهر امروزی نییه، در لبه جنوبی حوضه تاریم در سین‌کیانگ چین واقع شده‌است.
ویرانه‌های نییه (چینی ساده‌شده: 尼雅遗址; چینی سنتی: 尼雅遺址; پین‌یین: Níyǎ Yízhǐ) که در این محل کشف شده نشان می‌دهد که نییه زمانی یک مرکز تجاری مهم در یک واحه در مسیر جنوبی جاده ابریشم در تکله‌مکان جنوبی بود. در دوران باستان کاروان‌های شتر از این مسیر عبور می‌کردند و کالاهایی را از چین به آسیای مرکزی حمل می‌کردند.
این محوطه باستانی در زبان محلی به نام «چادوته» و در زبان چینی در سلسله هان به نام جینگ‌جوه (چینی: 精絕; پین‌یین: Jīngjué)، (چینی باستان «تسنگ جوت»، شبیه به «چادوته» شناخته می‌شد. اشیاء باستانی متعددی در این محوطه کشف شده‌است.

## تاریخ
در کتاب هان، یک دولت واحه‌ای مستقل به نام جینگ‌جوه که به‌طور کلی تصور می‌شود نییه باشد، ذکر شده‌است:
مقر حکومت پادشاه شهر جینگ‌جوه است و ۸۸۲۰ لی (حدود ۳۶۶۷ کیلومتر/۲۲۷۹ مایل) از چانگ‌آن فاصله دارد. ۴۸۰ خانوار، ۳۳۵۰ نفر و ۵۰۰ نفر توانایی حمل اسلحه دارند. [مقامات زیر وجود دارند] فرمانده جینگ‌جوه، رهبران چپ و راست و یک مترجم ارشد.— «کتاب هان»، فصل ۹۶آ، ترجمه از هالزوه ۱۹۷۹.
نییه در قرن سوم بخشی از لولان شد. به سمت پایان قرن چهارم تحت حکومت چین و خراج‌گزاری آن بود. بعداً توسط تبت فتح شد.

## کاوش‌ها

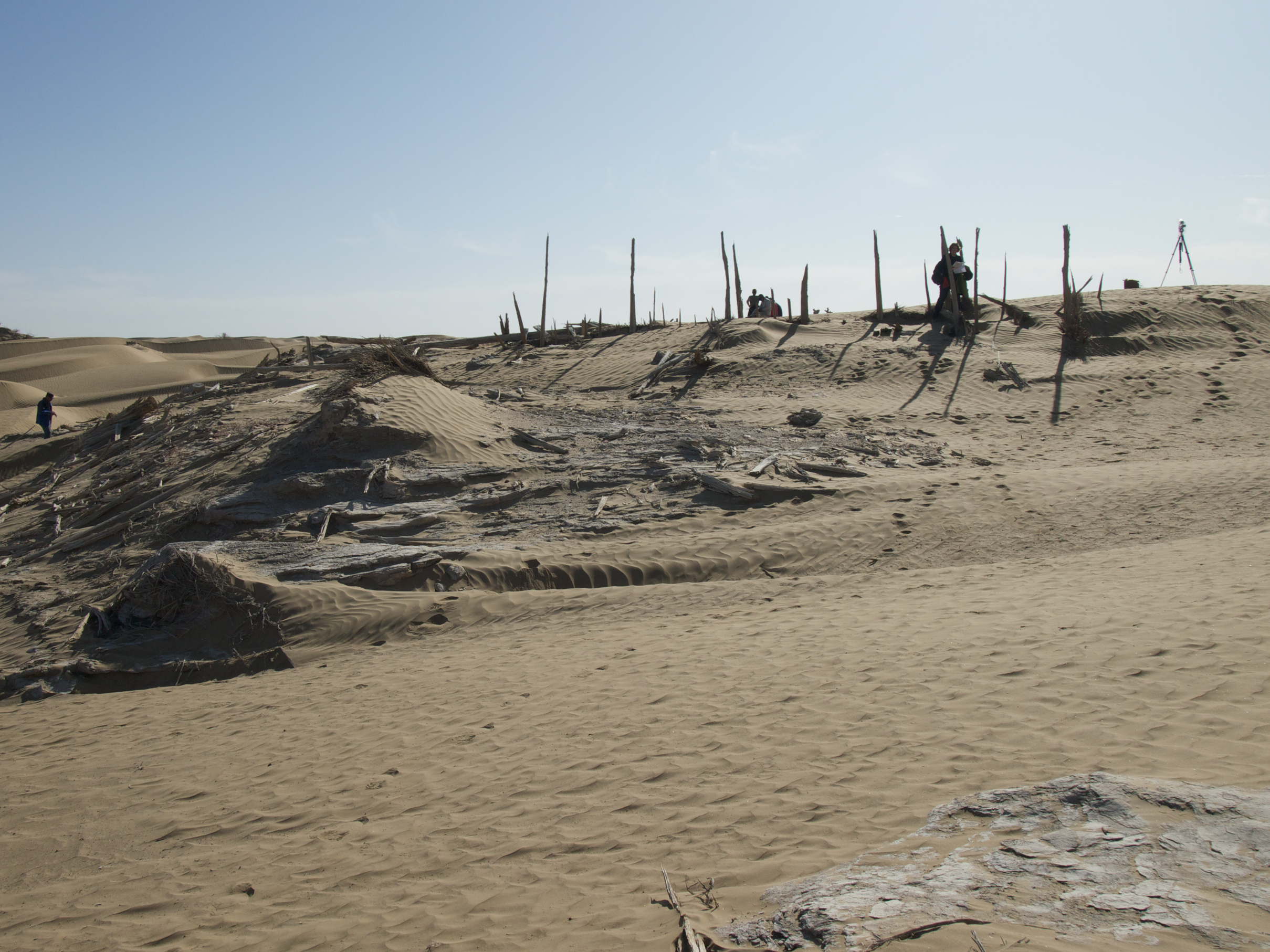
محوطه نییه، جایی که اورل اشتاین لوح‌های چوبی را کشف کرد

در سال ۱۹۰۰ اورل اشتاین به غرب چین و صحرای تکله‌مکان سفر کرد. در نییه او چندین گروه از خانه‌ها را کشف کرد و صدها لوح چوبی که در سال ۱۰۵ پس از میلاد نوشته شده را پیدا کرد. این لوح‌ها دارای مهرهای گلی، دستورات رسمی و نامه‌های نوشته شده به خط خروشتی، یکی از خطوط اولیه هندی هستند که قدمت آنها به شاهنشاهی کوشانی یا به مهاجران گندهارایی تأثیر گرفته از دیوان‌سالاری کوشانی و هندی می‌رسد. اشتاین همچنین مجموعه‌ای از مهرهای سفالی با اثراتی از آتنا آلکیدموس، همراه با مهرهایی که نمایانگر اروس، هراکلس یا نسخه‌ای متفاوت از آتنا بودند، پیدا کرد. از دیگر یافته‌ها می‌توان به سکه‌ها و اسناد مربوط به دودمان هان، سکه‌های رومی، یک تله‌موش باستانی، یک عصا، بخشی از یک ساز (تار)، یک کمان در شرایط سالم، یک چهارپایه کنده‌کاری شده، یک قالیچه با طراحی دقیق و سایر قطعات نساجی، و همچنین بسیاری از اشیای خانگی دیگر مانند مبلمان چوبی دارای کنده‌کاری‌های استادانه، سفال، سبدهای چینی اشاره کرد. اورل اشتاین بین سال‌های ۱۹۰۱ تا ۱۹۳۱ چهار بار از نییه بازدید کرد.

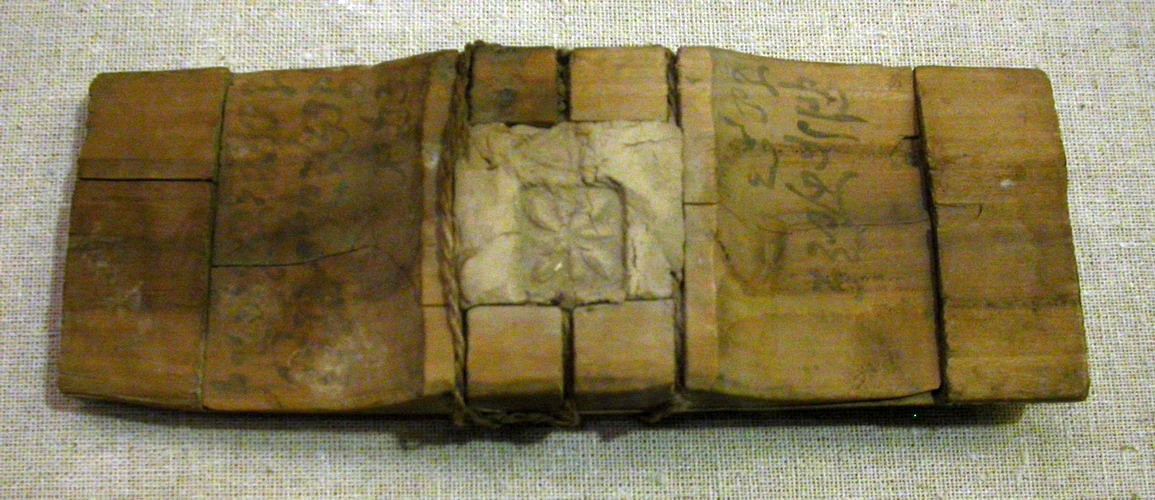
الواح چوبی با نوشته‌هایی به خط خروشتی.

مجوز رسمی برای کاوش‌های باستان‌شناسی مشترک چین و ژاپن در این محوطه در سال ۱۹۹۴ صادر شد. تاکنون، باستان‌شناسان بقایای سکونت انسان شامل حدود ۱۰۰ خانه، گورستان، محل نگهداری حیوانات، باغ‌های میوه، باغچه‌ها و مزارع کشاورزی را کشف کرده‌اند. همچنین ابزارهای سالمی مانند تبرهای آهنی، داس‌ها، گرزهای چوبی، کوزه‌ها و خمره‌های سفالی حاوی محصولات کشاورزی نگهداری شده در خانه‌ها پیدا شده‌است. بقایای انسانی کشف شده در این محوطه، گمانه‌زنی‌هایی را در مورد منشأ این مردمان به وجود آورده‌است.
در سال ۲۰۰۷، زمانی که گروه تحقیقات مؤسسه باستان‌شناسی سین‌کیانگ روی جلد سوم گزارش کاوش مشترک چین و ژاپن در نیا کار می‌کردند، به دقت یک «متن روی پوست» یافته‌شده در نییه را بررسی کردند. پس از باز کردن طناب، مشخص شد که کاغذ برای پیچیدن پودر منشأ گیاهی، شاید ادویه یا دارویی، استفاده شده بود. وقتی پودر برداشته شد، متنی که با جوهر مشکی و به خطی واضح نوشته شده بود قابل مشاهده شد. با توجه به اینکه خطِ نگارش شبیه به نامه‌های باستانی سغدی کشف شده در نزدیکی دووان بود، که در اوایل قرن چهارم نوشته شده بودند و دیگر قطعات سغدی با قدمت مشابه در لولان، باستان شناسان محلی توانستند تعیین کنند که این قطعه جدید نیز به خط سُغدی اولیه نوشته شده‌است. **
بخشی از یافته‌های باستان‌شناسی از ویرانه‌های نییه در موزه ملی توکیو نگهداری می‌شود. بقیه بخشی از مجموعه اورل اشتاین در موزه بریتانیا، کتابخانه بریتانیا و موزه ملی دهلی نو در دهلی نو هستند.
متون باستانی شامل نام و ذکر حاکمان مختلف منطقه‌ای بوده‌اند.